# Euscorpius gulhanimae
Espèce
Euscorpius gulhanimae est une espèce de scorpions de la famille des Euscorpiidae.

## Distribution
Cette espèce est endémique de la province de Konya en Turquie. Elle se rencontre vers Beyşehir.

## Description
Le mâle holotype mesure 26,96 mm et la femelle paratype 28,89 mm.

## Systématique et taxinomie
Cette espèce a été décrite par Yağmur en 2024.

## Étymologie
Cette espèce est nommée en l'honneur de Gülhanım Yağmur. 

## Publication originale
- Yağmur, 2024 : « Euscorpius gulhanimae sp. n. from the Konya Province, Turkey (Scorpiones: Euscorpiidae). » Euscorpius, no 393, p. 1-13 (texte intégral).